# Chiesa di San Martino (Catania)
La Chiesa di San Martino dei Bianchi è una chiesa cattolica romana situata a Catania in via V. Emanuele 189, ingresso da via S.Martino 24

## Storia e descrizione
L'attuale chiesa, dall'ondulata facciata tardo barocca, fu costruita nel XVIII secolo, su commissione dell'Arciconfraternita dei Bianchi, su progetto dell'architetto Stefano Ittar (1724-1790). La chiesa precedente della confraternita dei laici era stata distrutta dal terremoto del 1693. La confraternita forniva conforto e assistenza alla sepoltura dei condannati a morte. Più avanti lungo via San Martino, al numero 10, al secondo piano c'è una targa che ricorda la locanda dove soggiornò Goethe durante il suo Viaggio in Italia attraverso Catania nel 1787.